# 内海朋子
内海 朋子（うつみ ともこ、1970年 - ）は、日本の法学者（刑法）。博士（法学）（慶應義塾大学・論文博士・2013年）。横浜国立大学大学院教授。

## 略歴
1989年 桜蔭高等学校卒業。1994年慶應義塾大学法学部法律学科卒業。2001年同大学院法学研究科（公法学専攻）後期博士課程単位取得退学、同年バイロイト大学修士課程修了（LL.M.）。2013年慶應義塾大学より博士（法学）取得。
2003年亜細亜大学法学部専任講師、2007年准教授。2011年横浜国立大学大学院国際社会科学研究院准教授、2014年教授。横国大では大学院法曹実務専攻（法科大学院）の教員を兼務。

## 著書
- 『よくわかる刑法』（共著、ミネルヴァ書房、2006年）
- 『Step Up 刑法』（北樹出版、2009年）
- 『法学への招待状』（駿河台出版社、2010年）
- 『過失共同正犯について』（成文堂、2013年）